# Дъбравата
Дъбравата е село в Северна България. То се намира в община Ябланица, област Ловеч.

## География
Географското положение на селото го поставя между общините Ябланица и Роман, като то попада в състава на община Ябланица. Селото е в непосредствена близост до село Батулци. През селото минава Батулска река, приток на река Малък Искър.

## Редовни събития
- Събор на 7 април – Благовещение (Благовец) по стар стил.

1. ↑  www.grao.bg